# Kuitholbos
Het Kuitholbos is een bosgebied in de Vlaamse Ardennen in Zuid-Oost-Vlaanderen (België). Het bosgebied ligt op het grondgebied van de gemeente Maarkedal. Het ligt tussen Zulzeke en Nukerke, in de bossengordel tussen het Koppenbergbos, het Spijkerbos en de Hotond-Scherpenberg. Het Kuitholbos is erkend als Europees Natura 2000-gebied (Bossen van de Vlaamse Ardennen en andere Zuid-Vlaamse bossen) en maakt deel uit van het Vlaams Ecologisch Netwerk. Binnen de Europese natuurdoelstellingen wordt op termijn 350 hectare extra bos gecreëerd in de Vlaamse Ardennen; het Kluisbos wordt via Feelbos, Beiaardbos, Fonteinbos en Ingelbos, Hotond-Scherpenberg, het Kuitholbos en het Spijkerbos verbonden met het Koppenbergbos.

## Afbeeldingen

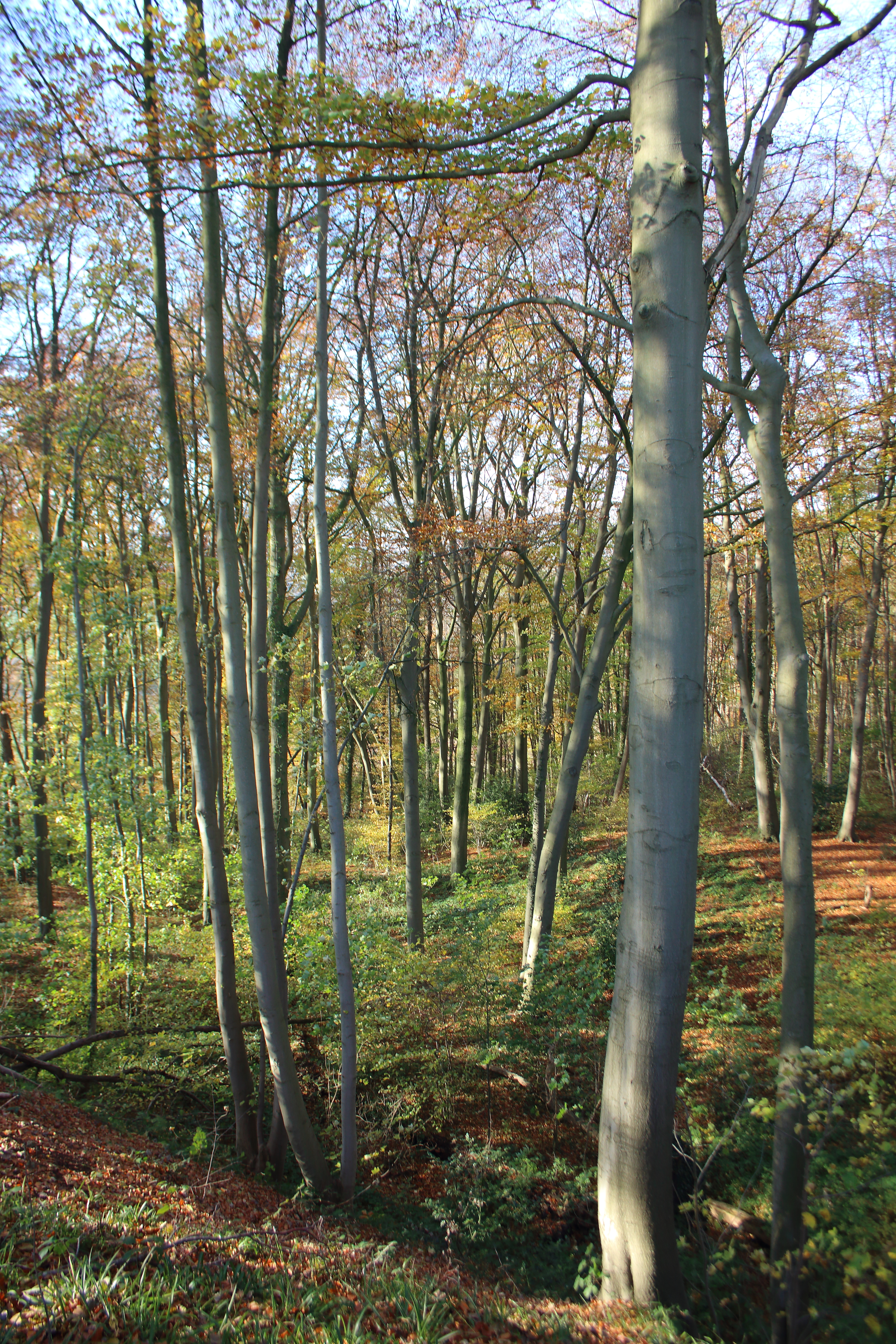
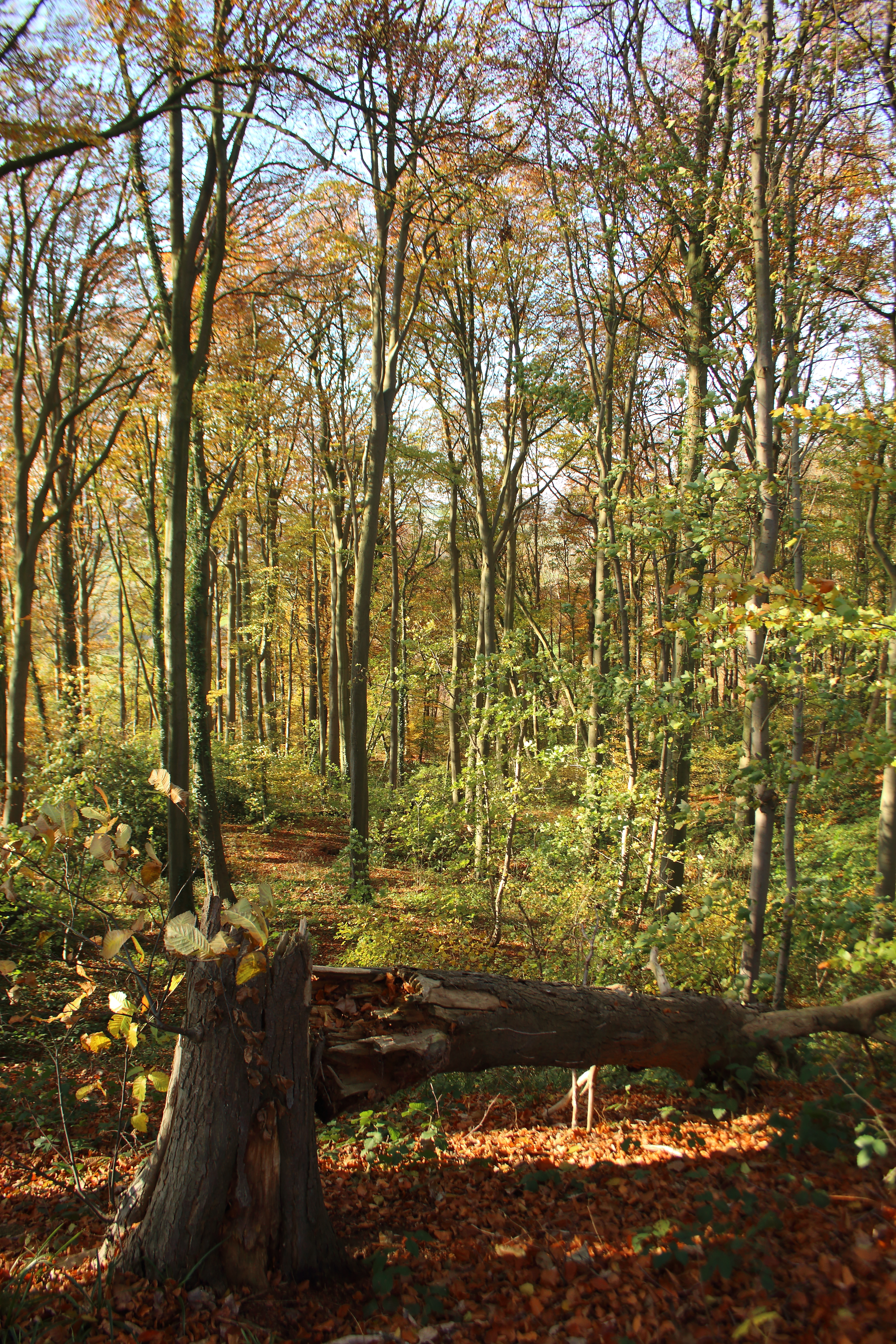
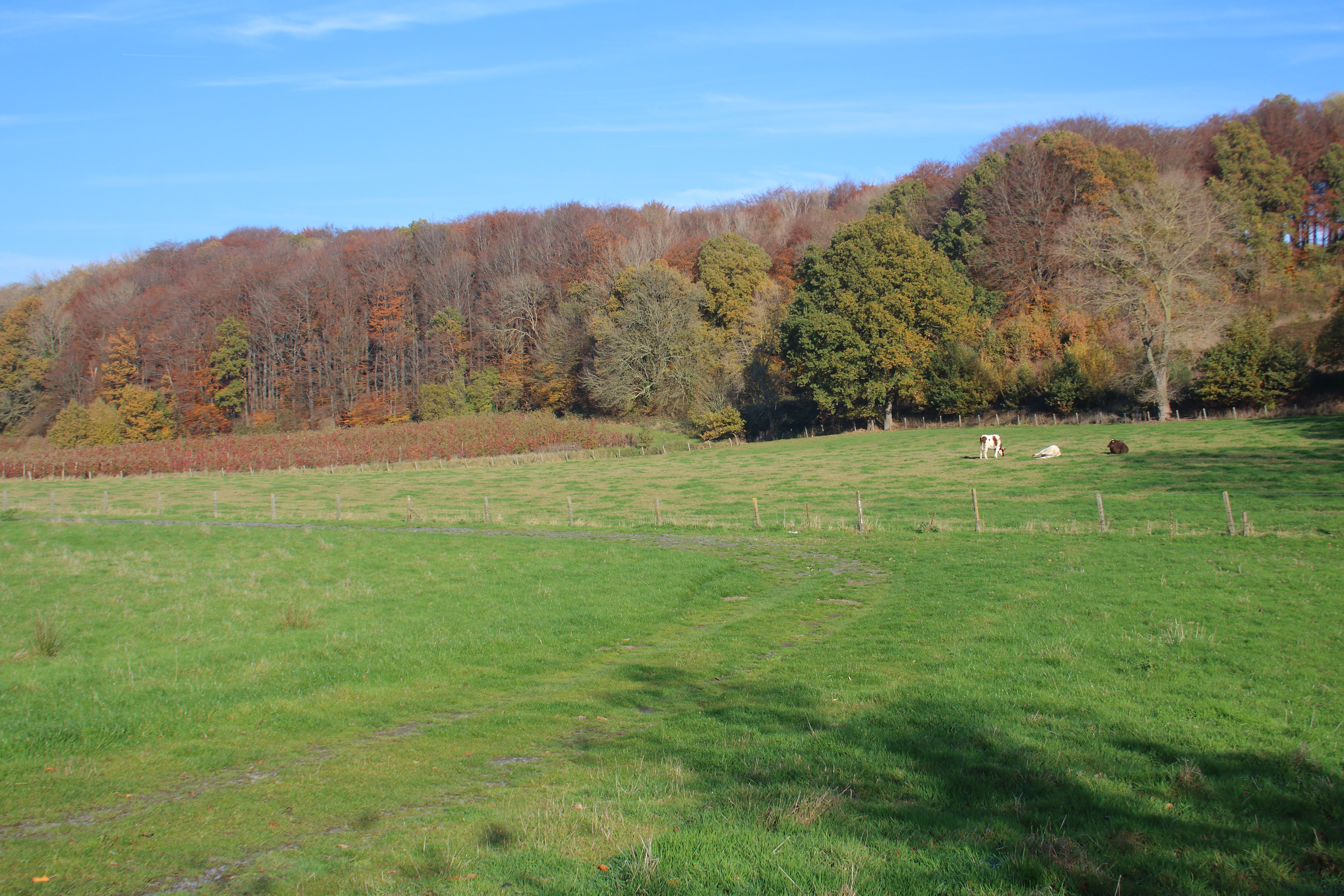